# Chicago Air & Water Show
Le Chicago Air & Water Show (anciennement « Lakeshore Park Air & Water Show ») est un meeting aérien annuel qui se déroule à Chicago aux États-Unis, sur les rives du lac Michigan. L'événement a lieu au mois d'août de chaque année depuis sa création en 1959 et est le deuxième festival le plus populaire de la ville après le festival gastronomique Taste of Chicago. En 2019, le show aérien de Chicago a été vu par 2 200 000 personnes. Organisé par la ville de Chicago, il est l'événement libre et gratuit le plus important des États-Unis.

## Présentation
Le spectacle de voltige aérienne de Chicago est un événement gratuit mettant en scène des pilotes chevronnés, des équipes de parachutistes et des pilotes de formation, ainsi que des démonstrations de ski nautique et de saut en bateau. Grâce à sa proximité avec les plages et la ligne d'horizon de la ville, le spectacle est visible de presque n'importe où le long du lac Michigan. Les places en tribune pour le spectacle aquatique se trouvent à North Avenue Beach, une plage située dans le secteur de Lincoln Park. La chaine locale WBBM AM (780) diffuse les deux jours de l'événement chaque année.
Le spectacle est animé par des pilotes civils et des militaires, ainsi que des équipes de vol parrainées par des sociétés telles qu'Oracle et Red Bull. Beaucoup de ces pilotes utilisent le troisième aéroport de Chicago, l'aéroport international de Gary/Chicago sur le territoire de la ville de Gary (Indiana), en banlieue sud-est de Chicago, pour le soutien au sol. Les Golden Knights, équipe de parachutistes des Forces armées des États-Unis, participent annuellement depuis plusieurs années, et les Blue Angels (marine de guerre de l'United States Navy) et les Thunderbirds (patrouille acrobatique de l'United States Air Force) alternent chaque année en tant que têtes d'affiche.
En 2020 et 2021, l'événement fut annulé consécutivement à la suite de la pandémie de Covid-19, une première depuis sa création en 1959 où le meeting s'est tenu chaque année.

## Histoire

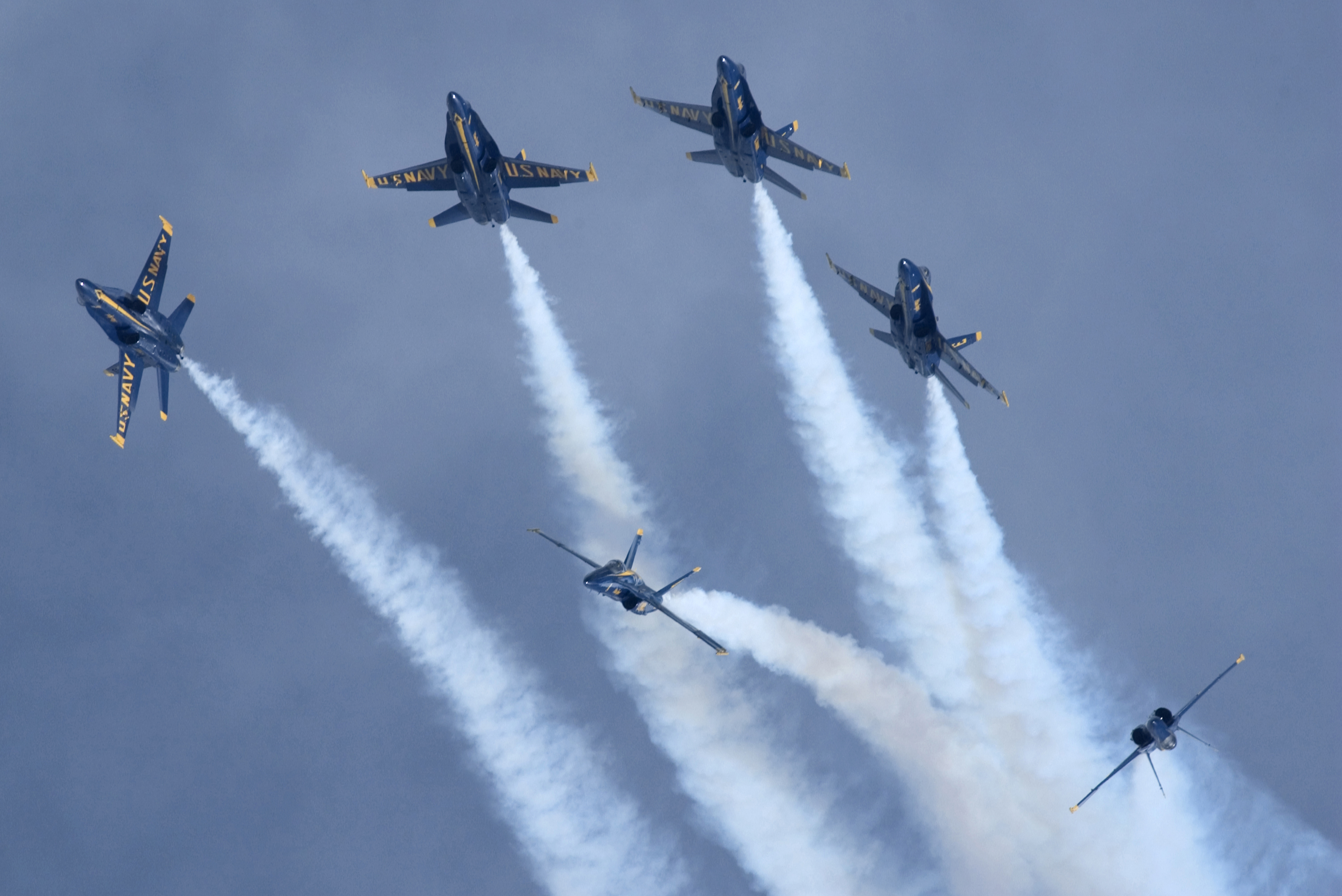
Des Blue Angels lors de l'événement en 2004.

En 1959, le premier spectacle a eu lieu à Lakeshore Park sous la direction d'Al Benedict, un superviseur du Chicago Park District, sous le nom de « Lakeshore Park Air & Water Show ». Le budget était de 88 $ et le spectacle comprenait une démonstration de sauvetage en mer de la Garde côtière des États-Unis (United States Coast Guard), des skieurs nautiques, un ballet aquatique, des jeux et une compétition de plongeon. L'année suivante, l'équipe de parachutistes des Thunderbirds et des Golden Knights (United States Army Parachute Team) de l'United States Air Force s'est produite devant une foule immense et l'événement est devenu une tradition estivale à Chicago.
Rebaptisé « Chicago Air & Water Show », le spectacle a été étendu à deux jours et déplacé vers son emplacement actuel à North Avenue Beach dans le secteur de Lincoln Park.

### Célébration du 50eanniversaire

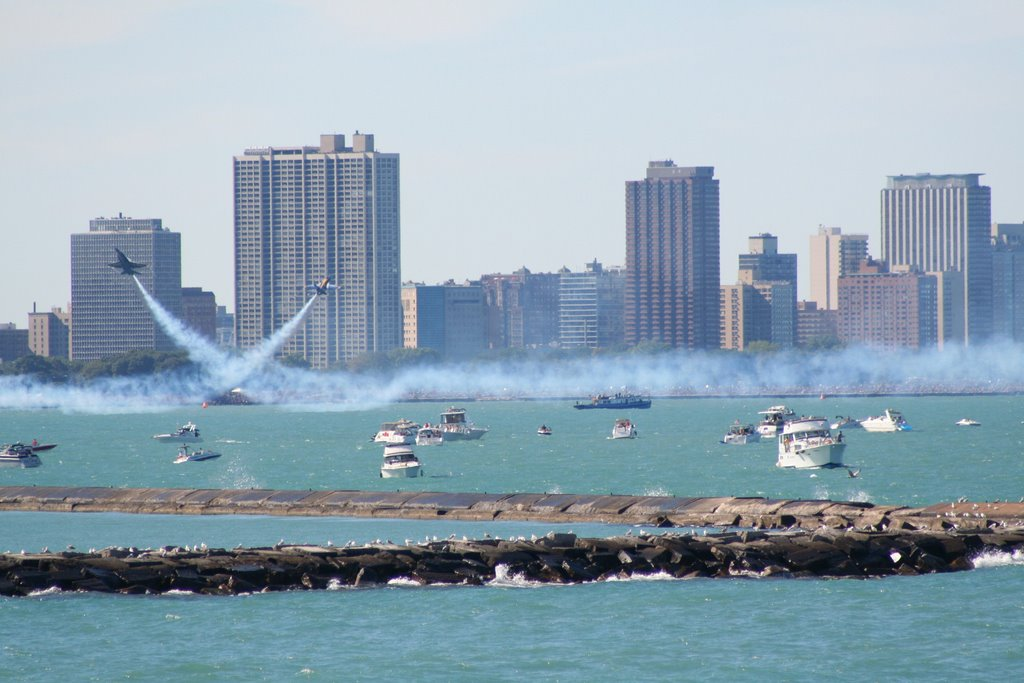
Démonstration au-dessus du lac Michigan à Lincoln Park.

En 2008, pour fêter le 50e anniversaire de l'événement, le spectacle a été prolongé de deux à trois jours. Traditionnellement, le vendredi laisse place à une avant-première non officielle et à une journée de répétition, mais pour fêter les 50 ans, le vendredi est devenu une partie des représentations programmées.
L'actrice Florence Henderson a ouvert le meeting aérien en chantant l'hymne national américain. Le spectacle a mis en vedette l'acteur Bill Murray, ancien élève de la troupe théâtrale de Chicago (The Second City), qui a ouvert l'événement avec les Golden Knights pour promouvoir l'United Service Organizations ; l'acteur Gary Sinise a donné un concert en direct avec son groupe de musique Lt. Dan Band qui s'est terminé par un survol d'un bombardier Rockwell B-1 Lancer et un feu d'artifice. Plusieurs jet-skieurs ont également concouru. Gary Burtka, champion du LXF Pro Tour, a dirigé ses coéquipiers de l'équipe Twangled, Greg Brock, Mike Hoffman et Michael Niksic. Le Département des Affaires Culturelles et des Événements Spéciaux (Chicago Department of Cultural Affairs and Special Events), une branche de l'administration de la ville de Chicago, a estimé que le spectacle avait attiré une foule record d'environ 3,1 millions de personnes.